# غويلرمو مورينو غارسيا
غويلرمو مورينو غارسيا هو محامي وسياسي دومينيكاني، ولد في 15 أغسطس 1956 في سابانيتا في جمهورية الدومينيكان. نشط حزبياً في Country Alliance (Dominican Republic) ‏.